# Camille de Rocca Serra (Politiker, 1954)
Camille de Rocca Serra (* 21. Mai 1954 in Porto-Vecchio, Département Corse-du-Sud) ist ein französischer Politiker (RPR, UMP, Les Républicains). Er war von 2002 bis 2017 Abgeordneter in der Nationalversammlung, von 2004 bis 2021 Mitglied der Versammlung von Korsika und von 2004 bis 2010 deren Präsident.

## Leben
Camille de Rocca Serra wurde 1954 in Porto-Vecchio als Sohn des Arztes und Politikers Jean-Paul de Rocca Serra geboren.
Obgleich er in einer Familie aufwuchs, die in der politischen Landschaft Korsikas verwurzelt war – bereits sein  gleichnamiger Großvater (1880–1963) war Politiker – entschied sich Camille de Rocca Serra erst spät, selbst Politiker zu werden und in die Fußstapfen seines Vaters zu treten. Als dieser 1988 in Folge der Reduzierung von Mandatshäufungen aus dem Generalrat von Corse-du-Sud ausscheiden musste, löste de Rocca Serra ihn im September desselben Jahres ab und vertrat den ehemaligen Wahlkreis (Kanton) Porto-Vecchio im Generalrat.
1997 folgte er seinem Vater als Bürgermeister der Kleinstadt Porto-Vecchio im Süden Korsikas nach. Dieses Amt hatte er bis Ende 2004 inne.
Am 19. Juni 2002 wurde er erstmals zum Abgeordneten in die französische Nationalversammlung gewählt. Am 20. Juni 2007 und am 20. Juni 2012 erfolgte jeweils seine Wiederwahl. Als Abgeordneter gehörte er vom 19. März 2009 bis zum 20. Juni 2017 der französischen Delegation in der Parlamentarischen Versammlung der Union für den Mittelmeerraum an. Des Weiteren war er vom 25. Juli 2012 bis zum 20. Juni 2017 Mitglied der Délégation aux outre-mer, einer Delegation der Nationalversammlung, die für Fragen der französischen Überseegebiete zuständig ist.
Bei der korsischen Regionalwahl im März 2004 war Rocca Serra Spitzenkandidat der UMP-Liste, die mit 25 Prozent im zweiten Wahlgang stärkste Kraft wurde. Daraufhin wurde Rocca Serra zum Präsidenten der Versammlung von Korsika (Regionalparlament) und sein Parteikollege Ange Santini zum Präsidenten des Exekutivrats (Regionalregierung) gewählt. Bei der Regionalwahl 2010 kam die von Rocca Serra angeführte Mitte-rechts-Liste im ersten Wahlgang mit 21,3 Prozent erneut auf den ersten Platz, unterlag aber im zweiten Wahlgang einer vereinten Mitte-links-Liste. Neuer Präsident der Versammlung von Korsika wurde der Kommunist Dominique Bucchini. 
Bei der Regionalwahl 2015 war das Mitte-rechts-Lager in Korsika gespalten: Der frühere Präsident der korsischen Versammlung José Rossi führte eine Liste mit offizieller Unterstützung der Les Républicains (neuer Name der UMP) an, Rocca Serra eine konkurrierende Liste mit dem Etikett Divers droite („sonstige Rechte“), letztere kam auf 12,7 Prozent. Für den zweiten Wahlgang verbanden sich die beiden Listen, kamen aber nur auf Platz drei hinter den korsischen Nationalisten und den Linken. Als einfaches Mitglied gehörte Rocca Serra dem korsischen Regionalparlament bis 2021 an.